# Други хладни рат
Други хладни рат, познат и као Нови хладни рат, односи се на стање политичких и војних тензија између Русије и Западног свијета, а на почетку била је тензија међу САД и Ирака као и Ирана и САД, слично Хладном рату у коме је дошло до глобалне конфронтације између Западног блока и Источног блока предвођеног Совјетским Савезом. У новом хладном рату се углавном сврставају Кина и Русија на једну страну а САД и Европска унија на другу, рат је званично почео 20. марта 2003.